# Смерть приходить в Пемберлі (міні-серіал)
Смерть приходить в Пемберлі (англ. Death Comes to Pemberley) — британський телесеріал, за мотивами однойменного роману Філліс Дороті Джеймс. Написаний у стилі детектива, роман є продовженням знаменитого роману Джейн Остін «Гордість і упередження». Прем'єра міні-серіалу відбулася в кінці 2013 року.

## Сюжет
Через шість років після закінчення подій роману «Гордість і упередження» Елізабет і Дарсі щасливо живуть в Пемберлі, виховуючи сина. Перед щорічним балом в Пемберлі панує суєта. Приїжджають батьки Елізабет, полковник Фіцвільям, містер Генрі Елвестон, шанувальник Джорджиани Дарсі. Радість Елізабет затьмарена неприємною зустріччю в лісі з жінкою, яку в тутешніх місцях приймають за привид.
У розпал сімейної вечері напередодні балу в Пемберлі приїжджає Лідія в шоковому стані. Вона плутано розповідає, що Вікхем убитий в лісі поряд з маєтком. Дарсі організовує пошуки. Незабаром знаходять вмираючого капітана Денні і Вікхема, заплянованого кров'ю. Дарсі змушений звернутися до магістрату, щоб його не звинуватили в укритті злочинця. Вікхем заперечує свою провину. Розслідування починається.

## Акторський склад
- Меттью Різ — Фіцвільям Дарсі
- Анна Максвелл Мартін — Елізабет Дарсі
- Дженна Коулман — Лідія Вікхем
- Метью Гуд — Джордж Вікхем
- Тревор Ів — сер Селвін Хардкасл
- Александра Моен — Джейн Бінглі
- Ребекка Фронт — місіс Беннет
- Джеймс Фліт — містер Беннет
- Пенелопа Кіт — леді Кетрін де Бург
- Джоанна Сканлан — місіс Рейнольдс
- Том Уорд — полковник Фіцвільям
- Елеонор Томлінсон — Джорджиана Дарсі
- Джеймс Нортон — містер Генрі Елвестон
- Нікола Берлі — Луіза Бідвелл
- Філіпп Мартін Браун — містер Бідвелл
- Кевін Елдон — доктор Белчер
- Дженіфер Хенессі — місіс Бідвелл
- Льюіс Рейнер — Вілл Бідвелл
- Мерайя Гэйл — місіс Йанг
- Том Кентон — капітан Мартін Денні
- Олівер Мелтман — Джордж Пратт

## Зйомки
Склад було оголошено 18 червня 2013 року. Том Уорд, який отримав роль полковника Фіцвільяма, раніше грав в екранізації «Гордості і упередження» в 1995 році роль лейтенанта Чемберлена. Анна Максвелл Мартін, виконала роль Елізабет Дарсі, в 2007 році грала Кассандру, сестру Джейн Остін у фільмі Джуліана Джаррольда.
Зйомки почалися в червні 2013 року. Фасади та околиці Чатсуорт-хауса в Дербіширі використовувалися для створення зовнішнього вигляду Пемберлі. Внутрішні інтер'єри знімали в самому Чатсуорті, а також в Касл-Ховард і Харвуд-хаусі в Йоркширі. Такі об'єкти Національного фонду об'єктів історичного інтересу, як Хардкасл Креґс, Абатство Фаунтін з парком Стадлі Ройал також використовувалися як натурні майданчики в процесі зйомок. Для сцен у в'язниці була спеціально побудована декорація.